# Kerissa Fare
Kerissa Fare, née le 31 décembre 1976 dans le Comté d'Orange en Californie, est une modèle américaine. Elle a été playmate dans l'édition de Septembre 2000 de Playboy (photographiée par Richard Fegley et Stephen Wayda).

## Apparitions dans les numéros spéciaux dePlayboy
- Playboy's Nude Playmates Avril 2001 - pages 52-55.
- Playboy's Book of Lingerie Vol.84, mars 2002.
- Playboy's Nude Playmates Avril 2002 - pages 72-75.
- Playboy's Playmates in Bed Decembre 2002 - pages 82-85.
- Playboy's Book of Lingerie Vol.91, mai 2003.